# Willow Macky
Katherine Faith Macky (25 juin 1921 — 10 décembre 2006), également connue sous le nom de Willow Macky, est une auteur-compositeur néo-zélandaise. Elle a souvent collaboré avec Dorothea Franchi.
Lors des New Year Honours de 2006 Macky a reçu la Queens Service Medal (en) pour services rendus à la communauté.